# Северин, Иван Митрофанович
Иван Митрофанович Северин (укр. Іва́н Митрофа́нович Севери́н; 23 сентября 1881, с. Остаповка, Миргородского уезда Полтавской губернии Российская империя — 20 февраля 1964, Киев)— украинский и советский художник.

## Биография
Начальное образование получил в сельской церковно-приходской школе. С детства увлекался рисованием. Отец-земледелец не воспринимал творческих устремлений сына и двенадцатилетний Иван сбежал из родного дома.
Сначала работал чернорабочим на станции Сенча, позже — помощником телеграфиста и одновременно занимался рисованием.
Ученик А. Г. Сластиона. Под его руководством Иван Северин учился в Миргородской художественно- промышленной школе. В 1903—1905 продолжил обучение в Харьковской школе рисования и живописи, в 1905—1907 годах учился в Краковской академии изящных искусств. В 1907 — студент Римской академии искусств.
При поддержке митрополита Андрея (Шептицкого), Иван Северин три года совершенствовал своё мастерство во всемирно известных центрах культуры — студиях Мюнхена, Рима, Парижа (1908—1910) и в Пражской академии изобразительных искусств (1908; 1912—1913) . Митрополит приобрел для собрания Национального музея во Львове несколько замечательных работ Ивана Северина, среди них, пейзажи Карпат и портреты их жителей, написанные на Гуцульщине.
В 1911 году в Киеве художник провел персональную выставку. В 1913 году с географически-геологической экспедицией выезжал на Тянь-Шань и Тибет, где сделал много зарисовок.
В украинском искусстве И. Северин принадлежал к кругу мастеров-импрессионистов начала XX века. В это время живописец проявляет себя как художник-пейзажист (картины «Закопане» (1907), «Вечера в Альпах» (1908—1909), «Окрестности Рима» (1910), «Сумерки», «На Украине», «Степь украинская», «Зимний вечер в Карпатах», «Кубанский казак», цикл «Гуцульщина» (1905—1911) и др.).
После революции в 1925—1933 И. Северин преподавал в Харьковском художественном техникуме и Харьковском художественном Институте, но творчески был мало активен. С тех пор известен лишь его цикл «Днепрострой» (1930—1932).
В середине 1930-х годов был арестован и сослан. После смерти Сталина был реабилитирован.
С 1956 года член харьковского отделения Союза художников Украины.
Умер 20 февраля 1964 в Киеве.